# Scott Munroe
Scott Munroe (* 20. Januar 1982 in Moose Jaw, Saskatchewan) ist ein kanadischer Eishockeytorwart, der seit September 2014 bei den Springfield Falcons in der American Hockey League unter Vertrag steht. Zudem wird er bei den Kalamazoo Wings in der ECHL eingesetzt.

## Karriere
Scott Munroe begann seine Karriere als Eishockeyspieler in der Saskatchewan Junior Hockey League, in der er 2002 sowohl zum besten Torwart der Liga ernannt, als auch in deren First All-Star Team gewählt wurde. Anschließend besuchte er vier Jahre lang die University of Alabama in Huntsville, für deren Eishockeymannschaft er in der National Collegiate Athletic Association aktiv war, ehe er gegen Ende der Saison 2005/06 sein Debüt im professionellen Eishockey für die Philadelphia Phantoms aus der American Hockey League gab. Bei diesen stand er auch in den folgenden drei Spielzeiten unter Vertrag, ehe er zur Saison 2009/10 von den New York Islanders aus der National Hockey League transferiert wurde. Bei diesen kam er während der gesamten Saison allerdings nur für deren AHL-Farmteam Bridgeport Sound Tigers zum Einsatz.
Für die Saison 2010/11 wurde Munroe von Neftechimik Nischnekamsk aus der Kontinentalen Hockey-Liga verpflichtet. Im Juli 2011 unterzeichnete Munroe einen Zweiwegevertrag für ein Jahr bei den Pittsburgh Penguins und spielte für deren Farmteam, die Wilkes-Barre/Scranton Penguins, in der American Hockey League. In der Saison 2012/13 war er für die Adirondack Phantoms aktiv, ehe er im Juni 2013 von den Växjö Lakers aus der Svenska Hockeyligan verpflichtet wurde.

## Erfolge und Auszeichnungen
- 2002 SJHL First All-Star Team
- 2002 SJHL Top Goaltender

## AHL-Statistik
(Stand: Ende der Saison 2012/13)(Legende zur Torhüterstatistik: GP oder Sp = Spiele insgesamt; W oder S = Siege; L oder N = Niederlagen; T oder U oder OT = Unentschieden oder Overtime- bzw. Shootout-Niederlage; Min. = Minuten; SOG oder SaT = Schüsse aufs Tor; GA oder GT = Gegentore; SO = Shutouts; GAA oder GTS = Gegentorschnitt; Sv% oder SVS% = Fangquote; EN = Empty Net Goal; 1 Play-downs/Relegation; Kursiv: Statistik nicht vollständig)